# Акхисар
Акхисар е град във вилает Маниса, Западна Турция.  Намира се на 94 м. надморска височина. Площта му е 1754 кв. км. 
Населението му е 177 419 жители (2022 г.)  Пощенският му код е 45200. 
Археологически разкопки показват, че е бил заселен още през 3000 г. пр. Хр.
10% от производството на тютюн в Турция се произвежда на Акхисарското поле. Отглеждането на маслини (в района се произвежда и зехтин), орехи и бадеми са сред важните селскостопански дейности в Акхисар.